# دايفيد أرنولد
دايفيد أرنولد (بالهندية: डेविड अर्नाल्ड)‏ (و. 1946  م) هو مؤلف، ومؤرخ العصر الحديث، ومؤرخ، وأستاذ جامعي من الهند، والراج البريطاني.